# セルチ
セルチ（伊: Selci）は、イタリア共和国ラツィオ州リエーティ県にある、人口約1,100人の基礎自治体（コムーネ）。

## 地理

### 位置・広がり
リエーティ県のコムーネ。県都リエーティから西南西へ22kmの距離にある。

#### 隣接コムーネ
隣接するコムーネは以下の通り。
- カンタルーポ・イン・サビーナ
- フォラーノ
- タラーノ
- トッリ・イン・サビーナ

### 気候分類・地震分類
セルチにおけるイタリアの気候分類 (it) および度日は、zona D, 1825 GGである。
また、イタリアの地震リスク階級 (it) では、zona 2B (sismicità media) に分類される。